# Hayat (ТВ канал)
Хајат ТВ (енгл. Hayat TV) босанскохерцеговачка је телевизијска мрежа са седиштем у Сарајеву. Реч „Hayat” значи „живот” на арапском.
Представља приватну телевизијску мрежу која је почела са емитовањем 24. фебруара 1992. Њена покривеност је преко 1,5 милиона људи у Босни и Херцеговини, али гледаоце такође чине бројни кабловски корисници у суседним земљама као и корисници сателитских услуга широм света. Почетком 2009. године Хајат телевизија је отворила ново седиште у Вогошћи, предграђу Сарајева.
Хајат је 2011. заједно са Алтернативном телевизијом, формирао Програм плус, као део заједничког програма двеју телевизије.

## Покривеност у Босни и Херцеговини
жуто: кабловска и ИПТВ покривеност; 
наранџасто: земаљска покривеност.